# Flora Bedfordiensis
Flora Bedfordiensis (abreviado Fl. Bedford.) es un libro con ilustraciones y descripciones botánicas que fue escrito por el botánico y entomólogo inglés Charles Abbot y publicado en 1798, con el nombre de Flora Bedfordiensis, Comprehending Such Plants as Grow Wild in. . .